# Newport International Film Festival
Newport International Film Festival je každoroční filmový festival v Newportu, Rhode Island, vzniklý roku 1998.
Newport Film Festival se zpravidla koná první týden v červnu a uvádí různé mezinárodní filmy v několika místních kinech. V roce 1998 festival založily Christine Schomer, Nancy Donahoe a Pami Shamir.
Poslední festival proběhl 3. - 7. června 2009.
Poslední festivalová výkonná ředitelka byla Jennifer Maizel.